# Air Rarotonga
Air Rarotonga è la principale compagnia aerea delle isole Cook. Fondata nel 1978, ha la propria sede all'aeroporto di Rarotonga, sull'isola principale dell'arcipelago.
La compagnia è stata fondata nel febbraio 1978 ed ha iniziato le operazioni di volo nel luglio successivo utilizzando un Cessna 337 Skymaster.

## Destinazioni
Air Rarotonga collega nove delle isole Cook (Aitutaki, Atiu, Mangaia, Manihiki, Mauke, Mitiaro, Penrhyn, Pukapuka e Rarotonga), a cui si aggiunge un'unica tratta internazionale, per Papeete (Polinesia Francese), tratta gestita dal 2007 in code sharing con Air Tahiti.

## Flotta

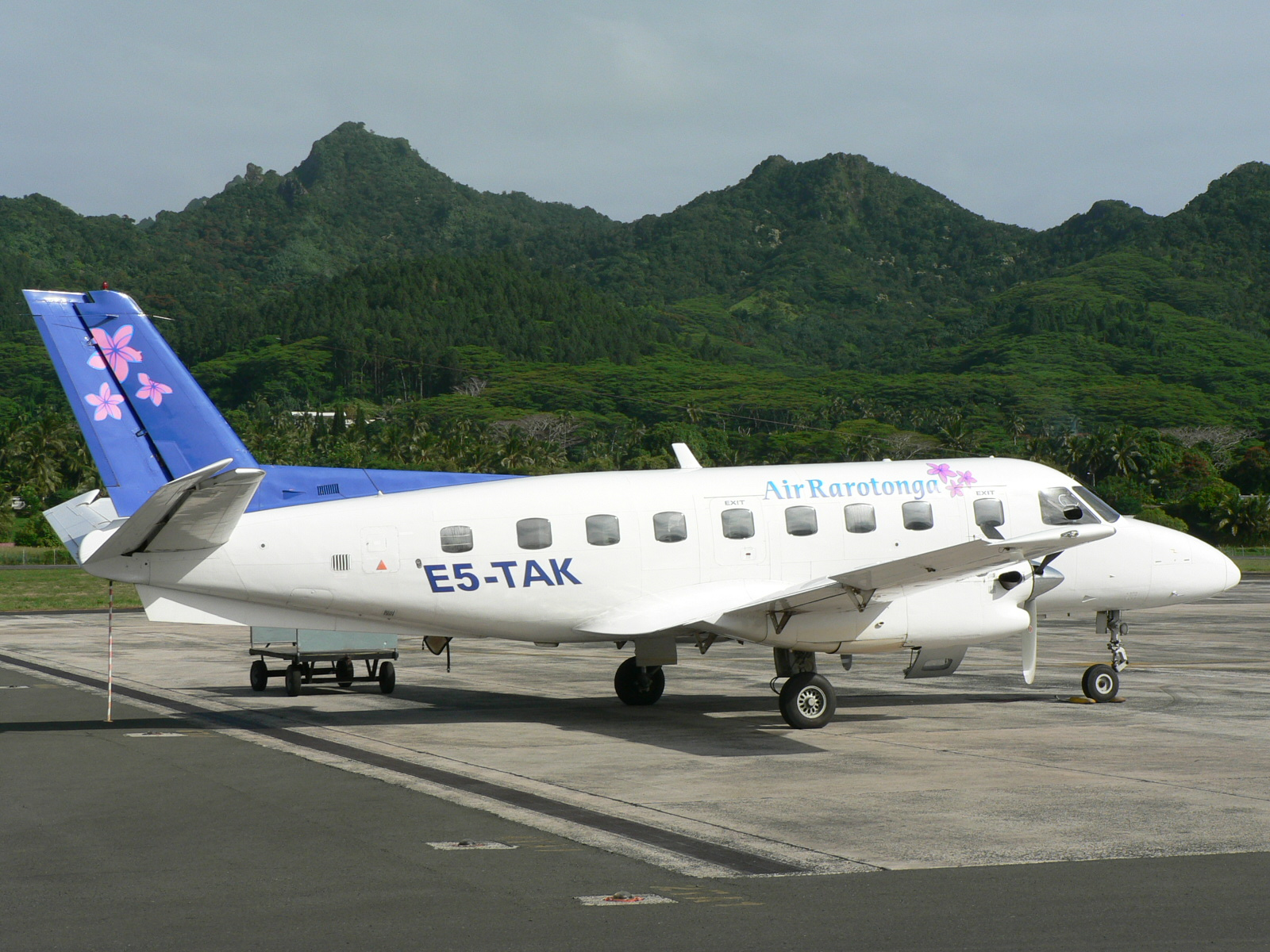
Uno degli Embraer EMB 110 Bandeirante di Air Rarotonga.

A maggio 2017 la flotta della compagnia è composta dai seguenti velivoli: